# Лоуренс Лоу
Лоуренс Лоу (англ. Lawrence Low, 22 серпня 1920 — 1 липня 1996) — американський яхтсмен.
Олімпійський чемпіон 1956 року в класі Зоряний.